# Litostroj
Litostroj är ett verkstadsföretag i Ljubljana i Slovenien. Bolaget grundades 1947 för tillverkning av stålprodukter och har kommit att tillverka turbiner, kranar och 1969–1972 personbilar på licens från Renault.